# دفتردار

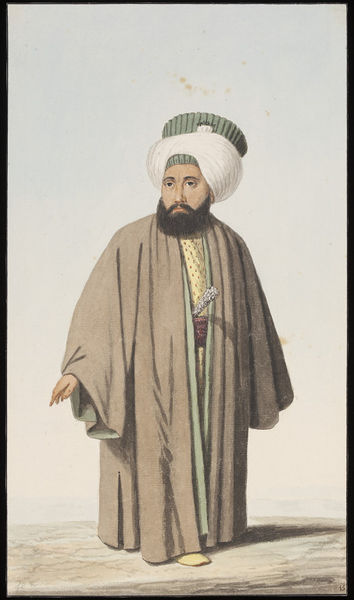
دفتردار.

الدفتردار أكبر منصب للشؤون المالية في الدولة العثمانية، يقابله في يومنا وزير المالية.
ودفتردار تتكون من كلمتين: دفتر ودار، بمعنى القابض على الدفتر.